# Chambrey
Chambrey là một xã trong vùng Grand Est, thuộc tỉnh Moselle, quận Château-Salins, tổng Château-Salins. Tọa độ địa lý của xã là 48° 47' vĩ độ bắc, 06° 27' kinh độ đông. Chambrey nằm trên độ cao trung bình là 219 mét trên mực nước biển, có điểm thấp nhất là 195 mét và điểm cao nhất là 313 mét. Xã có diện tích 14,39 km², dân số vào thời điểm 2004 là 328 người; mật độ dân số là 22,9 người/km². Xã nằm về phía đông nam của Metz cạnh sông Seille.

## Thông tin nhân khẩu
| 1962 | 1968 | 1975 | 1982 | 1990 | 1999 |
| ---- | ---- | ---- | ---- | ---- | ---- |
| 345  | 366  | 345  | 364  | 342  | 341  |